# Matt Lauria

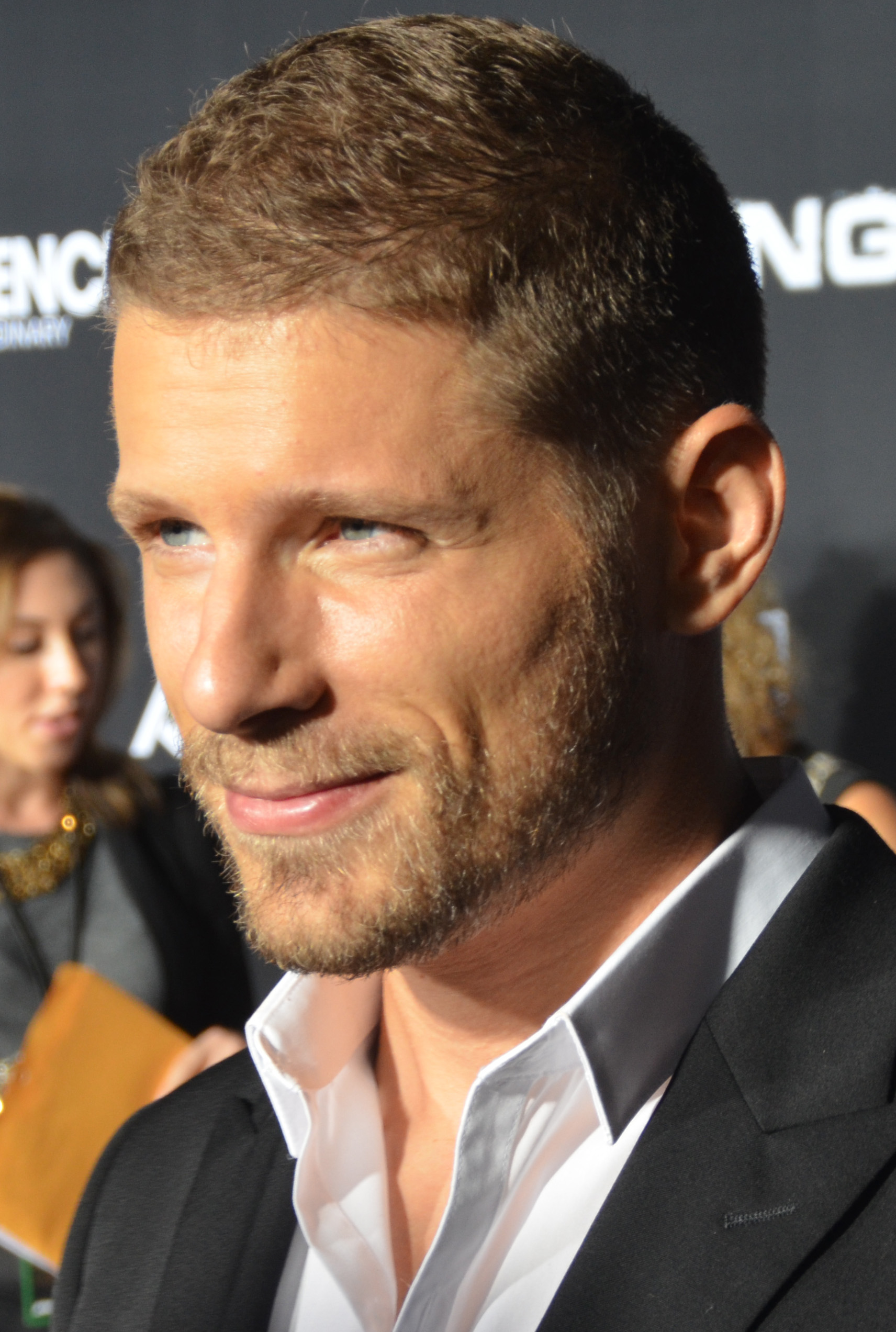
Lauria bei der Premiere von Kingdom

Matthew „Matt“ Lauria (* 16. August 1982 in Oak Lawn, Illinois) ist ein US-amerikanischer Schauspieler.

## Karriere
Nachdem er in der Serie Lipstick Jungle seine erste wiederkehrende Rolle bekommen hatte, erlangte er 2009 als Luke Cafferty in der Emmy-nominierten Serie Friday Night Lights seine erste Hauptrolle. Im Anschluss spielte er eine der Hauptrollen in der kurzlebigen Serie The Chicago Code. Ab 2014 verkörperte er die Hauptfigur Ryan Wheeler in der Mixed-Martial-Arts-Serie Kingdom.

## Filmografie (Auswahl)
- 2005: Raccoon (Kurzfilm)
- 2007 30 Rock (Fernsehserie, Episode 2x02)
- 2008–2009: Lipstick Jungle (Fernsehserie, 12 Episoden)
- 2009–2011: Friday Night Lights (Fernsehserie, 26 Episoden)
- 2011: The Chicago Code (Fernsehserie, 13 Episoden)
- 2012: Person of Interest (Fernsehserie, Episode 1x16)
- 2012–2015: Parenthood (Fernsehserie, 25 Episoden)
- 2014–2017: Kingdom (Fernsehserie, 40 Episoden)
- 2015: Ma
- 2019: Miss Bala
- 2019: Into the Dark (Fernsehserie, Episode 1x05)
- 2019–2020: Tell Me a Story (Fernsehserie, 10 Episoden)
- 2021–2024: CSI: Vegas (Fernsehserie, 39 Episoden)
- 2022: To Leslie
- 2022–2024: Outer Range (Fernsehserie)
- 2023: Brady’s Ladies (80 for Brady)